# 赤松政則
赤松 政則（あかまつ まさのり）は、室町時代後期の武将・大名。加賀半国・播磨・美作・備前の守護大名・戦国大名。赤松家の第9代当主（当主在任：長禄2年（1458年）9月 - 明応5年4月25日（1496年6月6日））。
嘉吉の乱で滅亡した赤松家を再興した中興の英主で、管領の細川家に接近して中央政界での影響力を高めて従三位まで登り詰めた。一方で赤松家の戦国大名化にも努め、1代で赤松家の全盛期を築き上げた。

## 生涯

### 生まれ
享徳4年（1455年）2月19日（『蔭凉軒日録』延徳4年2月18日条）、赤松家の第8代当主・赤松満祐の従孫（満祐の弟・義雅の孫。義雅の子・時勝（性存・性尊）の子）として生まれる。当時の赤松家は嘉吉元年（1441年）に室町幕府第6代将軍・足利義教を大伯父・赤松満祐が暗殺するという嘉吉の乱で、幕府軍に攻められて大名家として滅亡していたため、父の時勝と政則は京都建仁寺で養育されていた。政則が生まれる前の年（享徳3年、1454年）に同族の赤松則尚が播磨で挙兵したが、翌年に山名宗全に討たれている。
政則が生まれて7か月後の10月に父の時勝は死去した。母も早世したとされ、政則は幼少期から不幸な生活を送ったとされる。政則の養育は家臣の浦上則宗が務めて主従苦楽を共にし（『浦上美作守則宗寿賛』）、これが後に大名家に再興した際の政則・則宗体制の原点となった。

### 長禄の変と赤松家の再興
嘉吉の乱以後、旧赤松領は山名氏の領国となり、赤松家の旧臣は排除され、または浪人となり討伐の対象とされることもあった。このため、赤松家旧臣の多くは主家再興を悲願としていた。
赤松家の旧臣・上月満吉は康正2年（1456年）に吉野に入り、神璽に関する情報収集に努めた。これは後南朝に奪われた神璽奪還のためであり、これは「御屋形様（政則）」と「勅諚」「上意」との約束だったという（『上月文書』）。調査には1年の月日がかかり、長禄元年（1457年）12月に赤松家旧臣らは奥吉野に侵入し、南朝後胤とされる一の宮、二の宮を殺害した。二の宮を殺害したのが満吉である。この時に神璽も奪還した（一時的に吉野の郷民に奪われたが、再度奪回している）。この結果、長禄2年（1458年）8月に神璽は京都に戻り、その功績により赤松家の再興が幕府から認められることになった（長禄の変）。
幕府が赤松家の再興を認めた背景には、長禄の変における功績の他に、山名氏に対する政治背景があったとされる。嘉吉の乱で旧赤松領を分国とした山名氏の勢力は幕府を脅かすほど強大化していたため、赤松家を再興することで山名氏の牽制に当てる狙いがあったとされている。また、赤松家再興と所領の付与には細川勝元が積極的に関与していることも確認されており（『蔭凉軒日録』）、赤松家を取り立てることで山名宗全に対抗する政治的意図があったとされている。
赤松政則には幕府から勲功として加賀北半国の守護職、備前新田荘、伊勢高宮保が与えられた。代わりに北半国の守護だった富樫成春は追放されている。

### 加賀半国の支配
政則は新しい所領の支配を整備するため、備前には一族の宇野上野入道を差し向けたが、備前守護の山名教之と交戦状態となり、新田荘のうち三石・藤野・吉永は含まれるか否かの訴訟まで起こされているが、幕府から退けられた。また、在地の難波氏などが赤松家に協力したこともあり、幕府権力と在地勢力に支えられた政則の新領入部は、困難を極めながらも開始されることになった。
伊勢の所領に関しては、所領が3つに分散された上に遠隔地だったため、文正元年（1466年）に政則は幕府に加賀国内の闕所地との替地を願い出て認められた。加賀入部に関しては、赤松家と全く無縁の上に前守護である富樫氏の勢力が強かったため、長禄3年（1459年）10月の入部の際に富樫氏の家臣、在地の国人による激しい抵抗にあった（『蔭凉軒日録』）。加賀の支配は困難を極めたが、越中守護の畠山氏の支援もあり、富樫氏の旧臣である岩室氏の抵抗を受けながらも何とか順調に進んだ。
政則の加賀支配に関しては、関連史料が少ないために不明な点が多い。わずかに『蔭凉軒日録』や『中村文書』、『上月文書』から確認されるところによると、政則は長禄の変の功績に応じて、あるいはその時に活躍した子孫や一族の中で有能な者を選び出して奉行人として編成していたこと、守護代には小寺氏を当てていたことが確認されている。

### 浦上氏の台頭と播磨奪回運動
赤松家が再興する過程において特に功績が高かったのは、政則の養育を務めた浦上則宗であった。政則の年齢を考えても、再興前後の政治や命令の大半は則宗が実際に出して執行していた可能性も指摘されている。浦上氏は嘉吉の乱以前からの赤松家の重臣で、備前守護代や守護直属の奉行人を務めていた。浦上氏は政則没後に赤松家を下剋上で倒しているため、守護代の典型と見なされているが、則宗の場合は単純な守護代ではなく守護直属の奉行人として、つまりは実務官僚として赤松家中でその立場と権勢を高めていき、幕府からも山城守護代や侍所所司代に任命されるなどしてその立場を形成していったのである。
寛正3年（1462年）10月、京都で大規模な寛正の土一揆が起こると、則宗を中心とする赤松軍は畠山政長に協力して鎮圧に功績を挙げたため、戦後に政則は8代将軍・足利義政より感状と太刀を与えられた（『長禄寛正記』）。寛正6年（1465年）11月、山城西岡で土一揆が起こると、則宗は京極氏に協力して鎮圧に貢献し、こうして赤松家は幼少の当主・政則を擁する奉行人・浦上則宗の両体制が確立していくことになる。同年12月26日、政則は義政の「政」の偏諱を授かり元服する。
赤松家旧本拠の播磨では、赤松家再興と共に赤松系浪人の動きが活発化しだした。寛正6年（1465年）6月12日には幕府がこの動きを危険視し、罪科を招きそうな播磨牢人衆の名前の注進を山名宗全に命じているほどで（『伊和神社文書』）、播磨国内における不穏分子、反山名勢力などが結集され始めていた。
文正元年（1466年）、細川勝元らにより義政の近臣であった伊勢貞親や禅僧の季瓊真蘂、斯波義敏らが政界を追われる文正の政変が起こると政則も失脚したが、勝元の支援を受けることで政界に復帰する。

### 応仁の乱と播磨奪回
応仁元年（1467年）5月からの応仁の乱では、政則は東軍（細川勝元側）に与した。政則は山名主力が京都に集中しているのを見て、応仁の乱開始直後に山名宗全が率いる西軍と京都で交戦しながら、一方で家臣の宇野政秀らを播磨へ攻め込ませ、赤松氏の旧領であった播磨・備前・美作に侵攻させた。播磨奪回においては、赤松家の旧本拠だったこともあって旧臣・牢人から寺社・百姓・土民までが協力したこともあり、数日で奪回した（『応仁記』『難波文書』『広峯文書』）。他の旧領である備前・美作も応仁2年（1468年）までに武力で奪回し、支配下とした（加賀半国は富樫政親が奪回）。
文明3年（1471年）には侍所頭人に任じられるなど、将軍義政の信任と寵愛を受けた。政則は猿楽の名手であり、それが義政に気に入られた理由とする説がある。
赤松氏の旧領奪回という悲願が果たされながら、今度は赤松家内部で家督争いが起こった。一族の有馬元家が赤松惣領家の地位を狙って政則に叛旗を翻した（『大乗院寺社雑事記』）。政則は応仁2年（1468年）に元家を殺害し、これは鎮圧したが、以後の政則は内紛に苦しめられていくことになる。なお、有馬元家は元々「三魔」と呼ばれた義政側近の1人で、失脚後に摂津有馬氏の家督を同族の有馬持彦に奪われていた。持彦は伊勢貞親の支援を受けて文正の政変で政則と一緒に失脚し、元家は足利義視の支援を受けていた。このため、伊勢貞親と足利義視の対立に関係するとする説もあり、元家の殺害後に義視は西軍に寝返っている。
応仁の乱は、文明5年（1473年）に東西両軍の首脳である山名宗全・細川勝元が相次いで死去したため、翌年にそれぞれの後継者である山名政豊と細川政元が講和を結んだが、政則はこの講和に最後まで反対した（『大乗院寺社雑事記』）。これは、戦乱の終結で奪回した3か国を失うことを恐れたためとされる。結果として、政則が奪回した領国はそのまま赤松家の分国として保全された。

### 播磨支配と相次ぐ内紛
文明10年（1478年）、応仁の乱が終結した頃から、赤松家の播磨支配に動揺が見られるようになった。先の有馬氏の反乱の他、文明3年（1471年）には赤松家の一族で播磨北部に勢力を持つ在田氏が、仙洞御料所の松井荘を横領するという事件を起こした。この時は政則が派遣した宇野政秀と堀秀世により一旦鎮圧された（『島田文書』）。だが在田氏と政則の対立は続き、9年後の文明12年（1480年）5月にようやく政則は在田一族を失脚させたが（『大乗院寺社雑事記』）、同年9月には在田残党が所領を再度横領した（『魚住文書』）。しびれを切らした政則は、文明14年（1482年）閏7月、在田一族4名を殺害した（『大乗院寺社雑事記』）。この一連の争いは、在田氏が赤松惣領家の家督を狙ってのことであったとする見解がある。
領国支配の動揺が見られる一方で、政則の中央政界における立場も悪化した。文明11年（1479年）8月、幕府により政則は出仕の停止を命じられた（『雅久宿彌記』『晴富宿彌記』）。赤松領内における寺社領の扱いにおいて、将軍・足利義尚の意向に沿わなかったことが理由とされているが、当時の幕府はその権力が衰退しており、寺社領などの横領は赤松家に限らず各地の守護大名が行っていたことである。当時、義尚とその父で大御所の義政の対立があり、政則は義政の寵臣だったことが出仕停止の真の理由ではないかと推測されている。
これに対して政則は、10月には浦上則宗に京都と侍所の留守を任せて、義政にも告げることのないまま領国の播磨国へと下る。播磨への下向目的として、播磨における守護権力の立て直しにあったと思われるが、筆頭重臣である浦上が両国に不在でかつ京都の幕府との関係維持に奔走していたことで、政則の播磨における親政が本格化することになる（なお、結果的にこれ以降、赤松家の当主が京都に常駐することはなくなることになる）。
文明12年（1480年）10月には播磨で徳政に関連する土一揆蜂起の風聞が流れた（『清水寺文書』）。赤松家は土一揆を起こすなら厳しく対処すると宗徒に通告した。このように、播磨など旧赤松領内では赤松一族の内紛、中央政界での立場悪化などから領国支配が不安定になっていた。これは赤松家が播磨を奪回した際に、在地の豪族を被官に取り込んでいたためである、と推測されている。当時の「赤松家」の領国統治の基盤はすなわち彼ら在地豪族の協力により成立しており、彼らの協力を得られなければ「赤松家」そのものが存続できなくなる危険性を孕んでいた。

### 山名政豊との戦い
赤松政則が一代にして播磨を中心に山陽地方に勢力を回復したため、旧赤松領を支配していた山陰地方に勢力を張る山名宗全の孫・政豊との対立・抗争が当然ながら起こり、応仁の乱の収束後も抗争は続いた。政則は山名領の因幡で強大な勢力を保持していた国人・毛利次郎貞元を支援して因幡守護・山名豊時を圧迫させたが、これは政豊により鎮圧された（毛利次郎の乱）。また伯耆でも山名豊氏の弟で同国守護の元之と豊氏の子・政之による争いが起こり、政則は政之を支援して元之の追放を目論むなどの工作を行った（山名新九郎・小太郎の乱）。
文明15年（1483年）7月、松田元成が山名政豊軍を手引きし、山名方の赤松領侵攻が開始された（山名氏の第1次播磨侵攻）。浦上則宗より山名軍に攻められていた福岡城への救援を求められると、政則は援軍を送る一方、山名氏の本領である但馬国攻めを行った。このため赤松軍は軍を二分して山名軍と当たることとなり、但馬侵攻軍は同年12月25日に真弓峠にて垣屋氏を主力とした山名軍に大敗し、逆に播磨へと追撃された。この大敗により、後詰が失敗した福岡城も陥落した。政則は、生き残った家臣らと姫路を目指したが、途中で行方不明になるなどの大敗北となった。
政則の大敗、福岡城の陥落という大失態を知った則宗は激怒した。この大失態により則宗と小寺則職ら重臣らが領国支配の実権を握り、政則は海路から堺へと出奔した（『後法興院記』『大乗院日記目録』）。文明16年（1484年）2月5日、則宗は主人である政則の守護職と家督の廃位を宣言し、新たに赤松分家の有馬氏から有馬慶寿丸（有馬元家の孫）を当主として擁立することとし、他の有力被官である明石・依藤・中村・小寺の各氏を説得し、彼ら全員の総意として幕府に当主交代の申請を行なった。将軍・足利義尚はこれを承諾したとされるが、『大乗院寺社雑事記』では、政則の解任は無効であると記されている。この政則の失脚は赤松家内部での分裂を激化させ、赤松一族の摂津有馬の他、在田・広岡氏は山名政豊に味方して新当主を支持した。堺に逃れた政則は別所則治の助けを得て、3月に義尚と謁見し、12月には播磨への帰還を果たした。政則の復帰を助けた別所氏は以後政則の片腕となり重く用いられ、播磨東部守護代に任命されている。従前からの守護代であった宇野政秀は播磨西部守護代となり、市川を境界として二分されることになった。
また、一連の赤松の内紛を突いた政豊の侵攻により、赤松氏は美作と備前を奪われた。一方で則宗・則職の専横に他の家臣が反発し、政則の復帰を求めて則宗は窮地に陥った。政則は足利義政の仲介を求め、政則と則宗は和解して山名軍に当たった。文明17年（1485年）閏3月、真弓峠・蔭木城合戦で政則は山名軍に大勝し、山名氏の有力重臣である垣屋豊遠らを討ち取った。以後、赤松軍は攻勢に転じ、6月に現在のたつの市で行なわれた片島合戦でも苦戦しながらもまた勝利し、文明18年（1486年）1月の英賀合戦や4月の坂本の戦いでも勝利した。その後も政則は政豊に勝ち続けた。一方で京都の細川政元との政治的連携も深め、政豊が細川氏の援軍を得ることを事前に阻止した。山名政豊との戦いは坂本城の戦いを最後に決着した。この戦いで敗れた政豊は一時行方不明になったほどの敗北であり、播磨国維持が難しくなった政豊は、長享2年（1488年）7月に山名勢を率いて播磨を諦め、撤退した（『蔭凉軒日録』）。
以後、赤松領の経営は政則を筆頭に掲げ、浦上・別所・龍野赤松など奉行人が分担・連携して行なわれた。

### 従三位
以後、政則は幕府に出仕して義尚、第10代将軍・足利義材（義稙）に仕え、延徳3年（1491年）8月の六角高頼征伐（長享・延徳の乱）に従軍し、11月に軍奉行となって勲功を重ねた。
明応2年（1493年）、堺に在陣中に細川政元の姉である洞松院（めし）を娶る（『蔭凉軒日録』）。洞松院は龍安寺の尼僧から還俗、この時30歳を越えており、不器量で有名であった。この婚姻の際も「天人と思ひし人は鬼瓦　堺の浦に天下るかな」との落首が京都で貼られたという。明応の政変が起きたのは2日後であり、この婚姻は政変で赤松氏を細川陣営に引き込むための政略結婚であった。
明応5年（1496年）閏2月3日、政則は従四位下から従三位に叙位される（『和長卿記』『公卿輔任』）。3月1日に参内し、3月10日には御酒を献上した。他にも親王に2万疋、禁裏へ1万疋をお礼として進上した（『後法興院記』）。それまで将軍・足利一門以外の武家の三位叙位はなかったため、政則の昇進は異例のことであった。これに関して東坊城和長は「管領の細川氏を差し置いて今度の事（政則の昇進）は納得しがたい」と漏らしており（『和長卿記』）、甘露寺親長も「家において例なしか」と記すなど（『親長卿記』）、政則の昇進は周囲から不相応に見られており、歓迎されていなかった。

### 最期
従三位に昇進してからわずか2ヵ月後の4月25日、播磨加西郡坂田の長円寺（久斗寺）で病気により急死した。元々病気を患っていたが、気晴らしに鷹狩に出ていたところ、予想以上に病が悪化して宿泊先にしていた寺で急死したと伝わる。享年42（『赤松記』）。
政則が昇進の直後に急死を遂げているため、東坊城和長は「政則が身分不相応な上階をしたので、その罪を天から咎められた」などと記している（『和長卿記』）。

## 死後
政則が急死したため、赤松家では後継者問題が起こった。子に村秀があったが庶子でわずか4歳だったため、洞松院との間にもうけた子の「小めし」と、一族の七条家の義村を娶わせ、婿養子として跡を継がせた。ただしこれは政則の意思ではなく、重臣の浦上則宗や別所則治、小寺則職、薬師寺貴世、赤松則貞による画策と伝わる（『書写山縁起附録』）。
政則が急死したことや義村が幼少のため、赤松家では浦上氏と別所氏による権力争いが起こり、また赤松家の国政は義村に代わって政則正室の洞松院が担当した。

## 年表
| 和暦     | 西暦   | 日付    | 内容                                                                                               | 出典 | 年齢 |
| -------- | ------ | ------- | -------------------------------------------------------------------------------------------------- | ---- | ---- |
| 享徳4年  | 1455年 | 2月19日 | 赤松時勝の子として生まれる。父は7か月後に死亡。                                                    |      | 1歳  |
| 長禄2年  | 1458年 | 9月     | 赤松旧臣による長禄の変が起こり、政則が赤松家の家督を相続し、加賀半国守護となる。                   |      | 3歳  |
| 寛正3年  | 1462年 | 9月     | 浦上則宗と協力して京都の土一揆を鎮圧する。                                                         |      | 8歳  |
| 寛正6年  | 1465年 | 12月    | 元服して政則と名乗る。                                                                             |      | 11歳 |
| 応仁元年 | 1467年 | 5月     | 応仁の乱が起こり、政則は東軍に味方する。家臣の宇野政秀らを播磨に侵攻させ、山名宗全から奪還する。   |      | 13歳 |
| 応仁2年  | 1468年 |         | 政則、侍所所司に任命される。山名宗全から備前など残余の旧領を奪還する。                             |      | 14歳 |
| 文明元年 | 1469年 | 2月     | 政則、備前西大寺に段銭を寄進する。                                                                 |      | 15歳 |
| 文明3年  | 1471年 |         | 政則、父親の時勝（性尊）の17回忌を行なう。                                                         |      | 17歳 |
| 寛正3年  | 1472年 | 8月     | 浦上則宗・宇野政秀ら赤松軍が西軍と交戦する。                                                       |      | 18歳 |
| 文明10年 | 1478年 | 3月     | 政則、鉄船尼の法要を執り行う。                                                                     |      | 24歳 |
| 文明14年 | 1482年 | 9月     | 政則が備前一宮の社領を安堵する。                                                                   |      | 28歳 |
| 文明15年 | 1483年 | 12月    | 山名政豊の播磨侵攻を受ける。政則は真弓峠で迎撃するが大敗して逃亡する。                             |      | 29歳 |
| 文明16年 | 1484年 | 1月     | 政則、山名軍の侵攻で播磨から逃亡する。                                                             |      | 30歳 |
| 文明16年 | 1484年 | 2月     | 浦上則宗により政則は家督・守護職を剥奪される。政則は別所則治の助力を得て復帰し、播磨に再入国する。 |      | 30歳 |
| 文明17年 | 1485年 |         | 政則の赤松軍が山名軍と播磨や備前で交戦する。                                                       |      | 31歳 |
| 文明18年 | 1486年 | 1月     | 政則、英賀の合戦で山名政豊に勝利。                                                                 |      | 32歳 |
| 長享元年 | 1487年 | 3月     | 政則、山名軍の籠もる坂本城を攻撃する。                                                             |      | 33歳 |
| 長享2年  | 1488年 | 7月     | 山名軍が政則の攻勢に耐えかねて播磨から撤退。政則が播磨など3か国を奪還する。                        |      | 34歳 |
| 延徳元年 | 1489年 | 12月    | 政則、自ら作刀して広峰神社に奉納する。                                                             |      | 35歳 |
| 延徳3年  | 1491年 | 11月    | 政則、幕府の六角政綱征伐に従い、近江に向かう（長享・延徳の乱）。                                   |      | 37歳 |
| 明応2年  | 1492年 | 9月     | 政則、相国寺で高祖父の赤松則祐と曽祖父の義則の画像を発見し、播磨宝林寺に送る。                     |      | 38歳 |
| 明応2年  | 1493年 | 4月     | 政則、細川政元の姉の洞松院と結婚。直後の明応の政変では政元を支持する。                             |      | 39歳 |
| 明応4年  | 1495年 | 11月    | 政則、大昌院を改築する。                                                                           |      | 41歳 |
| 明応5年  | 1496年 | 閏2月   | 政則、従三位となる。                                                                               |      | 42歳 |
| 明応5年  | 1496年 | 4月     | 政則、播磨で病のため急死。                                                                         |      | 42歳 |

## 系譜
- 父：赤松時勝
- 祖父：赤松義雅
- 曽祖父：赤松義則（赤松家第7代当主）

- 正室：名前不詳（伊勢貞親の娘）
  - 女子（小めし）（赤松義村正室）
- 継室：洞松院（細川勝元の娘）
  - 赤松義村（養子。赤松家第10代当主。七条政資の実子）
  - 小めし（養女。義村正室）
- 側室：名前不詳
  - 赤松村秀（庶子。宇野政秀の養子）
- 養子
  - 赤松真龍

## 肖像画
肖像画は、元々は建仁寺塔頭大昌院に伝わってしていたが、大昌院は後に廃れ、現在はこれを吸収した京都の六道珍皇寺に伝わっている。像容は室町後期の武将像の一典型を示しているが、勢いのない描線や絹目などから江戸時代に入った時代に写された模本の可能性が高い。

## 人物
政則は赤松家中興の英主であり、嘉吉の乱で滅んだ赤松家を再興して赤松家の戦国大名化も成し遂げた傑物だった。当時の記録でも「威勢無双、富貴比肩の輩なし」と記されている（『実隆公記』）。また少年期に僧侶として育ったことから仏教に対しての信心が深く、法雲寺の僧侶は政則が購入した経典の量に驚くほどだった。ただし、政則が早世したため赤松家は混乱し、以後は勢威が振るわず播州錯乱といわれる内争が起こって自滅していくことになる。

## 文化人としての政則
政則自らが猿楽に秀でており、その舞に人々は感嘆するほどであったと伝わる（『蔭凉軒日録』）。そのため政則は能や猿楽を奨励するなど一流の文化人として名を馳せるが、猿楽師を家臣にしようとして家中での反感を買ったこともあった。
また大名にしては珍しく刀工としても一流で、名工・長船宗光に師事したと言われ、後世に幾つかの名刀を残している。そのほとんどが家臣に与えられたものである。政則は幕府の要職である侍所所司を勤めていたため、武家の故実に通じる必要性があった。政則は刀工として非常に秀でていたが、その刀剣の大半を家臣に与えていることから、恩賞を意図した家臣・領国統制の一環として利用した説も唱えられている。
他にも和歌や連歌に秀でており、それが将軍の足利義政から寵愛を受ける一因になるなど、当時としては高い素養と芸術センスを兼ね備えた一代の教養人であったが、逆に武将としては脆弱でもあり、戦国時代初期に領国支配で苦慮する一因にもなった。

## 偏諱を受けた人物
| - 赤松則貞 - 浦上則永 - 浦上則宗（則永の弟） - 浦上則景（則宗の子） - 浦上則国（則宗の子（弟とも）） | - 小寺則職（小寺豊職より改名?） - 櫛橋則伊（のりただ、1432-1486、年寄（宿老）） - 櫛橋則高（則伊の子で伊家の弟とされる） - 中村則久（美作守護代） |

## 関連作品
テレビドラマ
- 花の乱（1994年、演：渡浩行）